# Werner Kranz
Werner Kranz (* 8. Februar 1965 in Eschen) ist ein liechtensteinischer Politiker. Er war von 2009 bis 2013 Abgeordneter sowie von 2013 bis 2017 stellvertretender Abgeordneter im liechtensteinischen Landtag.

## Biografie
Kranz ist studierter Maschinenbauingenieur und besitzt Diplome als Wirtschafts- und Logistikingenieur. Während seiner beruflichen Laufbahn war er in verschiedenen liechtensteinischen Industriebetrieben tätig, bei denen er in rund 20 Jahren unter anderem als Abteilungsleiter und Mitglied der erweiterten Geschäftsleitung arbeitete. 2003 wechselte Kranz in die Landesverwaltung, wo er heute Leiter des Amts für Berufsbildung und Berufsberatung ist. Des Weiteren vertritt er die Landesinteressen in diversen schweizerischen und europäischen Berufsbildungs und Weiterbildungsgremien bzw. -kommissionen.
Februar 2009 wurde Kranz für die Vaterländische Union in den Landtag des Fürstentums Liechtenstein gewählt. Dort war er als Abgeordneter Stellvertreter in der liechtensteinischen Delegation bei der Parlamentarischen Versammlung der OSZE. Ab 2011 war er Mitglied der Finanzkommission, einer der drei ständigen Kommissionen des Landtages, und rückte damit seinem Parteikollegen Günther Kranz nach. Im Zuge der Landtagswahl am 3. Februar 2013 wurde er stellvertretender Abgeordneter.
Kranz wohnt in Nendeln, ist verheiratet und hat einen Sohn und zwei Töchter.